# Магнетизм (роман)
«Магнетизм» — роман українського письменника Петра Яценка, виданий 2020 року «Видавництвом Старого Лева». За художнє оформлення книжки артдиректор ВСЛ Назар Гайдучик отримав найвищу нагороду – «The Very Best of» – у конкурсі Ukrainian Design: The Very Best Of 2020 у номінації А10 «Books design and illustration» .

## Сюжет
Головна героїня роману Марія на прізвисько Гайка тікає з окупованого Донецька останнім потягом до Києва й опиняється сама в чужому великому місті. Ще в дитинстві вона відкрила в собі дивний хист бачити історії людей, записані на металі, а тепер чує мову будинків і знає їхні імена. День за днем перед нею постають нові химерні виклики, але найголовніший із них — бажання врятувати своє рідне місто.

## Цитата
У романі Петро Яценко описував місто в якому не був і поки не має можливості побувати.
Я – програміст і дослідив Донецьк завдяки новим технологіям. Дивився на Google Street View, як та чи інша вулиця виглядали до окупації і які вони тепер. “Ходив” по подвір’ях. А ще з’ясував, що чимало переселенців зараз замовляють тим, хто там лишився, відеозйомку їхньої вулиці – просто щоб побачити, як вона виглядає. Такі ролики є на Youtube. Крім того, знайшов карту, куди місцеві наносять народні назви різних місцин. Із таких джерел можна багато важливих деталей дізнатися. Не всі в курсі, що більшість шахт на Донбасі має свої цвинтарі для тих, хто в них загинув. Люди, які створюють цю карту, також діляться там своїми невигаданими історіями. 

Мені найцікавіще, що після прочитання мого роману скажуть донеччани. Чи вдалося мені відтворити атмосферу їхнього міста? Хоча в кожного Донецьк свій. Сукупність усіх індивідуальних Донецьків і складає це небесне місто, яке насправді існує. Я вважаю, що дуже важливо не дозволяти своїй пам’яті затухати – так ти даєш нове життя своєму місту. (Петро Яценко). 